# District de Janakorgan
Le  district de Janakorgan (en kazakh : Жаңақорған ауданы) est un district de l'oblys de Kyzylorda au  Kazakhstan. 

## Géographie
Son centre administratif est la localité de Janakorgan. 

## Démographie
En 2013, la population est estimée à 77 509 habitants.